# 804

## Esdeveniments

### Països Catalans
- Organització de la frontera de la Marca Hispànica al riu Llobregat.
- Unes quantes temptatives frustrades de Lluís I el Pietós de conquerir Tortosa.

### Món
- Fundació d'Hamburg
- Comença el regnat de Senaleg al Tibet
- Primer document en javanès